# Tøjklemme
Tøjklemmen blev opfundet i 1800-tallet for at hænge vasketøj fast på tørresnoren. Dengang var den lavet træ, og så ud som en klokke med en knap. Moderne tøjklemmer er almindeligvis lavet af plastik eller træ, og består af to stykker med en metal-fjedre imellem.